# 767 هـ
767 هـ هي سنة في التقويم الهجري امتدت مقابلةً في التقويم الميلادي بين سنتي 1365 و1366.

## مواليد
- ابن المجدي
- ابن حجة الحموي

## وفيات
- برهان الدين بن قيم الجوزية
- عز الدين بن جماعة (عالم دين)